# Handsel Monday
En Escocia, Handsel Monday o Hansel Monday (Lunes Handsel/Hansel) es el primer lunes del año. Tradicionalmente, se dan regalos (hansels en idioma escocés) en este momento.
Entre la población rural de Escocia, se celebra tradicionalmente Auld Hansel Monday el primer lunes después del 12 de enero. Esta costumbre muestra una reticencia a cambiar del estilo viejo de calendario (el juliano) al nuevo (gregoriano).

## Historia
La palabra "handsel" proviene de una palabra anglosajona que significa "entrega en mano". Se refiere a propinas pequeñas y regalos de dinero dado como un símbolo de suerte, en particular al comienzo de algo; el regalo para la casa nueva sirve como un ejemplo moderno. Un glosario de 1825 señala Hansel Monday como una ocasión "cuando es usual preparar un regalo para niños y criados". En este día, se esperaban regalos pequeños por parte de los criados además del cartero, los que entregan los periódicos, chatarreros, y todos quienes servían en o para la casa.
En este respecto, es un poco similar a Boxing Day, el cual eventualmente lo sustituyó. Si el hansel era un objeto físico en cambio de dinero, la tradición dictaba que no podía ser filoso, o "cortaría" la relación entre el dador y el recipiente. Se llama este día en idioma gaélico escocés Diluain Traoighte (Lunes Agotado).
También se refería a esta costumbre como handseling a purse (dar una bolsa). No daban una bolsa nueva a ninguna persona sin meter dinero para la suerte. Se creía que el dinero recibido el Hansel Monday aseguraba suerte por el resto del año. 
El periodo de festividades entre la Navidad a Hansel Monday, incluso Hogmanay y Ne'erday, se llama los Daft Days (Días Tontos).